# ۲-مرکاپتواتانول
۲-مرکاپتواتانول (به انگلیسی: 2-Mercaptoethanol) با فرمول شیمیایی C
۲H
۶SO یک ترکیب شیمیایی با شناسه پاب‌کم ۱۵۶۷ است. که جرم مولی آن ۷۸٫۱۳۳ g/mol می‌باشد. 